# 청도 대비사 석조석가불좌상
청도 대비사 석조석가불좌상(淸道 大悲寺 石造釋迦佛坐像)은 대한민국 경상북도 청도군 금천면, 대비사에 있는 불상이다. 2017년 8월 31일 경상북도의 유형문화재 제513호로 지정되었다.
이 불상은 대웅전에 모셔진 높이 125cm, 무릎폭 75cm의 불상으로, 조각승 승호(勝湖)가 제작한 불상으로 추정된다. 불상의 복장(腹藏)에서 출토된 것으로 보이는 발원문 필사본이 전해지는데, 이에 의하면 조각승 승호 등 16명이 1683년에 조성하여 호거산 대비사에 봉안하였음을 알 수 있다. 승호는 경주지역에서 나오는 제오라이트(Zeolite) 계통의 무른돌을 재료로 사용하여 투박하면서도 힘찬 불상을 조각한 것으로 유명하다.
17세기 후반 경상도 일대에서 가장 큰 세력을 형성하고 있던 승호 일파에 의해 제작된 전형적인 불상으로서 제작자, 제작시기, 봉안처 등 불상제작과 봉안에 관련된 주요 정보들을 알 수 있어 학술적 가치가 크다.